# Pierre-François d'Arerez de la Tour
Pierre-François d'Arerez de la Tour, né à Paris le 21 avril 1653, mort également à Paris le 13 février 1733, est un prêtre catholique français appartenant à la congrégation de l'Oratoire, sixième supérieur général de la congrégation de 1696 à sa mort.

## Biographie
Issu d'une famille normande, il était le fils d'Henri de la Tour, seigneur d'Arerez, conseiller et maître d'hôtel ordinaire du roi, et premier écuyer de la Grande Mademoiselle. Sa mère était dame Marie Sybille Fautrier de Malleval. Il fit des études de philosophie et de théologie à l'Université de Caen, et y suivit notamment les cours du cartésien Pierre Cally au collège du Bois. Entré dans la congrégation de l'Oratoire le 15 août 1672, il y fut d'abord brièvement régent des humanités, puis professeur de philosophie au collège de Soissons, dont le supérieur, le Père Duguet, signala son grand talent de prédicateur au supérieur général Abel-Louis de Sainte-Marthe. Dès 1680, il fut nommé conférencier au séminaire Saint-Magloire, la « pépinière des évêques », dont il devint ensuite le directeur. Il entama parallèlement une carrière de prédicateur à succès dans les principales églises de la capitale.
En 1696, le Père de Sainte-Marthe, supérieur général de l'Oratoire, accusé de jansénisme, fut contraint à la démission ; le 14 septembre, le Père de la Tour fut élu à sa succession, avec notamment l'appui de l'archevêque de Paris, Louis Antoine de Noailles.
Après la promulgation de la bulle Unigenitus (8 septembre 1713), il en fut d'abord un opposant très déterminé, et fut parmi les premiers hauts responsables qui en appelèrent à un concile général (les « Appelants »). Mais, proche du cardinal de Noailles, il devint ensuite l'un des plus zélés promoteurs de l'accommodement de 1720 (par lequel la bulle était acceptée, mais accompagnée d'une explication ou « corps de doctrine »). En 1727/28, il fut le principal artisan du ralliement définitif du cardinal à la bulle. Mais ses variations sur le sujet ne contribuèrent pas à maintenir la paix dans la congrégation de l'Oratoire elle-même, où les Appelants étaient très nombreux. En 1729, le gouvernement royal voulut l'obliger à y imposer la soumission à la bulle dans une assemblée générale, à la faveur de nombreuses exclusions opérées par lettres de cachet ; il réussit à obtenir du cardinal de Fleury l'annulation de cette action de force.
En plus de ses talents de prédicateur, il fut également fameux comme directeur de conscience de nombreuses personnalités, notamment de la maison de Condé, et aussi de la reine d'Angleterre en exil, Marie de Modène. Il mourut d'apoplexie dans l'Oratoire de la rue Saint-Honoré. Malgré le grand succès qu'avaient rencontré nombre de ses sermons publics, et aussi ses conférences au séminaire Saint-Magloire, il n'avait rien fait imprimer.